# Gabriel Mikołajewski
Gabriel Mikołajewski (ur. 16 marca 1999 w Płocku) – polski lekkoatleta specjalizujący się w biegu na 400 metrów przez płotki, Multimedalista Mistrzostw Polski.
Absolwent Liceum Ogólnokształcącego im. Władysława Jagiełły w Płocku. Syn perkusisty zespołu Farben Lehre Adama i Moniki Mikołajewskich. Pierwsze kroki w Lekkiej atletyce stawiał pod okiem Jarosława Dobrzeniaka w rodzinnym mieście w barwach klubu MUKS Płock. Pierwszy bieg na koronnym dystansie pobiegł w 2016 roku podczas Otwartych mistrzostw Mazowsza Juniorów Młodszych na Stadionie Orła wygrywając (56.86) tytuł mistrza Mazowsza oraz kwalifikując się na Ogólnopolską olimpiadę młodzieży we Wrocławiu. W 2017 i 2018 nie przegrał żadnego biegu w swojej kategorii wiekowej tym samym sięgnął dwukrotnie po czempionat kraju po raz pierwszy w Toruniu rok później we Włocławku.
Członek kadry narodowej od 2017 roku, swój pierwszy start w reprezentacji zaliczył w 2018 roku podczas międzynarodowego juniorskiego meczu POLSKA-CZECHY-SŁOWACJA-SŁOWENIA-WĘGRY. Wraz z rozpoczęciem studiów na Akademii Wychowania Fizycznego im. Józefa Piłsudskiego w Warszawie zmienił barwy klubowe na AZS-AWF WARSZAWA. Wtedy też rozpoczął współpracę z nowym szkoleniowcem Robertem Kędziorą. W 2020 roku zmienił barwy klubowe stołecznego AZS AWF na RLTL OPTIMA Radom. W 2023 zmienił trenera na Maciej Topolewskiego. W 2024 zakończył karierę zawodniczą , został trenerem w klubach Legia Warszawa (sekcja Tenisa ziemnego oraz golfa) oraz  KS Czempion Warszawa. 

## Kariera
Brązowy medal Mistrzostw Polski do lat 18 (OOM Wrocław 2016) na dystansie 400 metrów przez płotki.
Złoty medal Mistrzostw Polski do lat 20 (MPJ TORUŃ 2017) na dystansie 400 metrów przez płotki.
Złoty medal Mistrzostw Polski do lat 20 (MPJ Włocławek 2018) na dystansie 400 metrów przez płotki.
Srebrny medalista Drużynowych Mistrzostw Polski w Inowrocławiu (5. miejsce 400m ppł, 1. miejsce sztafeta 4x400m mix).
W 2018 roku podczas Meczu lekkoatletycznego U20 POLSKA-CZECHY-SŁOWACJA-SŁOWENIA-WĘGRY (VYŠKOV) odniósł zwycięstwo razem z reprezentacją Polski.
Złoto na dystansie 400m przez płotki podczas Akademickich Mistrzostw Polski (AMP 2019 Łódź).
Srebro na dystansie 400m przez płotki podczas mistrzostw Polski Akademickich Zespołów Sportowych (AMP 2019 Łódź).
Srebro w sztafecie 4x400m mix podczas Mistrzostw Polski Sztafet(MPWIS 2019 Kraków).
Brąz w sztafecie 4x400m podczas Mistrzostw Polski Seniorów (MPS 2019 Radom).
Srebro na dystansie 400m przez płotki podczas Mistrzostw Polski Seniorów (MPS 2020 Włocławek).
Srebro U23 na dystansie 400m podczas Halowych Mistrzostw Polski Seniorów (HMP 2021 TORUŃ)

## Rekordy życiowe
Na stadionie
- 400 m – 47,95
- 200 m – 22,25 (+0,6)
- 300 m – 34,15
- 400 m przez płotki – 50,20

W hali
- 60 m – 7,35
- 200 m – 22,28
- 300 m – 34,45
- 400 m – 48,37